# Žydrūnas Karčemarskas
Žydrūnas Karčemarskas est un footballeur lituanien né le 24 mai 1983 à Alytus.
Il a évolué notamment comme gardien de but en Süper Lig ainsi que comme premier gardien de l'équipe de Lituanie.